# Бронепалубные крейсера типа «Пелорус»
Бронепалубные крейсера типа «Пелорус» — серия крейсеров 3-го класса британского королевского флота, построенная в 1890-х гг. XIX века. Стали уменьшенным вариантом крейсеров типа «Перл» (англ. Pearl). Всего было построено 11 единиц: «Пандора» (англ. Pandora), «Пелорус» (англ. Pelorus), «Пегасус» (англ. Pegasus), «Персеус» (англ. Perseus), «Пектолус» (англ. Pactolus), «Пайонир» (англ. Pioneer), «Помон» (англ. Pomone), «Прометеус» (англ. Prometheus), «Прозерпин» (англ. Proserpine), «Психе» (англ. Psyche), «Пьюремис» (англ. Puramis). Крейсера предназначались для колониальной службы.
В дальнейшем Королевский флот строил более крупные крейсера 3-го класса типа «Джем» (англ. Gem).

## Конструкция
Бронепалубные крейсера типа «Пелорус» водоизмещением 2135 дл. тонн имели максимальную скорость 20 узлов (37 км / ч). Большинство служило в отдалённых колониях, а не с главных силах флота. Они были вооружены восемью 4-дюймовыми (25 фунтовыми орудиями), восемью 3 фунтовыми пушками, двумя пулемётами, и двумя 14-дюймовый (356-мм) торпедными аппаратами. 102-мм орудия имели наибольшую дальность прицельного выстрела 9600 ярдов (8780 м, 47,4 каб) при угле возвышения 20°. Корабли лишились двойного дна ставшего уже традиционным на крейсерах, что могло приводить к серьёзным затоплениям при любом касании грунта, которые нередко случались во время службы в плохо изученных водах.

### Корпус

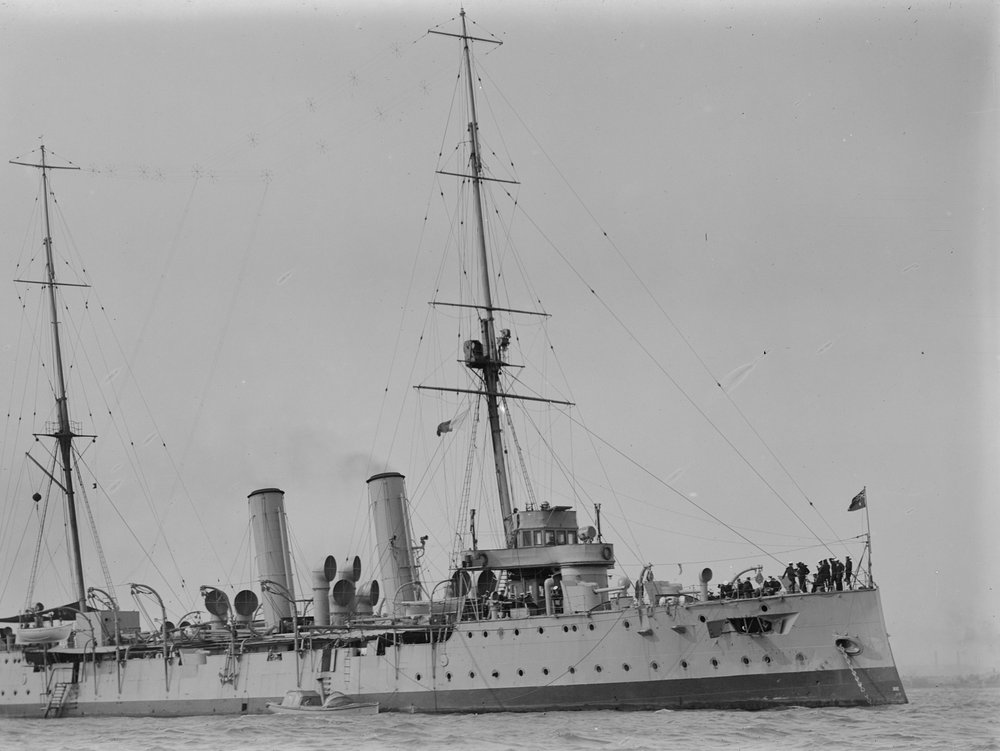
«Пайонир» около 1910 года

Наиболее серьёзным изменениям подвергся корпус. Корабли стали длиннее и уже, что должно было позволить увеличить максимальную скорость до 20-20,5 узлов. Проектировщики ошиблись с пропорциями корпуса, корабли оказались валкие и мокрые: удлинённый невысокий полубак прорезал, а не всходил на волну, обеспечивая надёжное заливание средней части корпуса.
«Пандора», «Пайонир» и «Психе» были крупнее, имея водоизмещение 2200 дл. тонн и осадку 19½ фута (5,9 м).

### Силовая установка
Крейсера имели поршневые паровые машины тройного расширения и были оснащены разными типами котлов, которые испытывались на этих крейсерах — «Помон» и «Пектолус» получили котлы Бленчидена, «Пегасус» и «Перамус» — котлы Рида, Пеларус — котлы Нормана, «Пандора», «Персеус», «Пайонир», «Прометеус», «Психе» и «Проезпин» — Торникрофта. Независимо от типа, количество котлов на всех крейсерах было одинаковое — 16. Машины могли развить 7000 лошадиных сил (5200 кВт) ограниченные периоды времени с принудительной тягой и 5000 лошадиных сил (3700 кВт) с естественной тягой продолжительно. Хотя дальность рассчитывали довести до 6000 миль на 10 узлах по сравнению с 5000 у «Бархэмов» особого увеличения не получилось, но и это было хорошо для столь небольшого крейсера. Проблемы с котельной и машинной установками привели к тому, что на службе скорость новых крейсеров составляла 16-17 узлов, что было мало для 0-х годов XX века.

### Бронирование
Существенно усилилась защита. Толщина броневой палубы выросла на 12-18 мм, при этом броневая палуба стала выше и более надёжно прикрывала котлы, машины и дымоходы.

## Служба[11]
| Название    | дата закладки   | дата спуска на воду | дата ввода в строй |
| ----------- | --------------- | ------------------- | ------------------ |
| «Пандора»   | -               | 17 января 1900      | 1901               |
| «Пелорус»   | май 1895        | 15 декабря 1896     | 1897               |
| «Пегасус»   | май 1896        | 4 марта 1897        | 1899               |
| «Персеус»   | май 1896        | 15 июля 1897        | 1901               |
| «Пектолус»  | май 1896        | 21 декабря 1896     | 1899               |
| «Пайонир»   | декабрь 1897    | 28 июля 1899        | 1901               |
| «Помон»     | 21 декабря 1896 | 25 ноября 1897      | май 1899           |
| «Прометеус» | -               | 20 октября 1898     | -                  |
| «Пьюремис»  | май 1896        | 15 мая 1897         | 1900               |
| «Психе»     | ноябрь 1897     | 19 июля 1898        | 31 марта 1900      |
| «Прозерпин» | март 1896       | 5 декабря 1896      | 1899               |

Служба этих крейсеров оказалась весьма короткой. Уже в 1904 году эти сравнительно недавно построенные крейсера стали выводится в резерв. Во время «чистки» флота от бесполезных кораблей в 1910 году крейсера с неудачными котлами Бленчидена покинули боевые списки: «Помон» стал несамоходным учебным судном, «Пектоус» базой подводных лодок.

## Оценка проекта
Проект был рассчитан на возможность уничтожить переоборудованного «купца».
По совокупности признаков худшие крейсера в Королевском флоте.
Единственным положительным качеством этих крейсеров были низкая цена — 150 тыс. фунтов стерлингов.
| ТТХ малых бронепалубных крейсеров |                                                     |                                        |                                                |                                   |
| Характеристики                    | «Газелле»                                           | «Пелорус»                              | «Новик»                                        | «Д’Эстре»                         |
| Год закладки                      | 1897                                                | 1895                                   | 1900                                           | 1897                              |
| Год ввода в строй                 | 1900                                                | 1897                                   | 1901                                           | 1899                              |
| Размерения, м (Д×Ш×О)             | 105,0 ×11,8 ×4,84                                   | 95,55×11,13×3,7                        | 110,1×12×5                                     | 95×12×5,39                        |
| Водоизмещение, т                  | 2643                                                | 2169                                   | 3080                                           | 2428                              |
| Вооружение                        | 10 — 10,5-см, ТА 2×1 — 45-см                        | 8 — 102-мм, 8 — 47-мм, ТА 2×1 — 356-мм | 6 — 120-мм, 6 — 47-мм, ТА 5×1 — 380-мм         | 2 — 138-мм, 4 — 100-мм, 8 — 47-мм |
| Бронирование, мм                  | Палуба — 20 — 25, скосы — 50, щиты — 50, рубка — 80 | Палуба — 20 — 51, щиты — 25, рубка- 76 | Палуба — 30, скосы — 51, щиты — 25, рубка — 30 | Палуба — 20 — 45, рубка — 100     |
| Энергетическая установка, л. с.   | ПМ, 6000                                            | ПМ, 7000                               | ПМ, 17 000                                     | ПМ, 8500                          |
| Запас угля нормальный/полный, т   | 300/625                                             | 254/523                                | 360/600                                        | /480                              |
| Дальность плавания, морские мили  | 3570 на 10 узлах                                    | 5000 на 10 узлах                       | 3428 на 10 узлах                               | 3200 на 10 узлах                  |
| Проектная скорость, узлов         | 19,5                                                | 20                                     | 25                                             | 20,5                              |
| Максимальная скорость, узлов      | 20,2                                                |                                        | 25,6                                           |                                   |

Слишком большие в качестве канонерок, они мало подходили для борьбы с рейдерами ни по скорости, ни по вооружению уже в момент создания.